# Tillandsia kuehhasii
Tillandsia kuehhasii es una especie de planta epífita dentro del género  Tillandsia, perteneciente a la  familia de las bromeliáceas.  Es originaria de Bolivia.

## Taxonomía
Tillandsia kuehhasii fue descrita por W.Till y publicado en Die Bromelie 1995(2): 33. 1995.
Etimología
Tillandsia: nombre genérico que fue nombrado por Carlos Linneo en 1738 en honor al médico y botánico finlandés Dr. Elias Tillandz (originalmente Tillander) (1640-1693).
kuehhasii: epíteto